# Futurama
Futurama je animirana humoristična znanstveno-fantastična televizijska serija iz 1999. godine Matta Groeninga. 

## Glasovi
- Billy West kao glasovi Phillipa J. Frya, prof. Farnswortha, dr. Zoidberga i mnogih drugih likova
- Katey Sagal kao glas Turange Leele
- John DiMaggio kao glas robota Bendera
- Lauren Tom kao glas Amy Wong
- Phil LaMarr kao glas Hermesa Conrada

## O seriji

### Premisa
Svijet Futurame tisuću je godina napredniji od onoga iz 1999., a ubacivanjem lika iz sadašnjosti (1999.) u taj svijet, serija na ciničan i duhovit način prikazuje koliko malo društvo istinski napreduje - iako je tehnologija nezamislivo bolja i gotovo je svaki običaj iz 20. stoljeća izmijenjen, ljudi (i svjesni roboti i izvanzemaljci) su u svojoj biti još uvijek isti. 

### Radnja
Fry, potpuni gubitnik i dostavljač pizze, tijekom dočeka Nove godine 2000. kriogenički je smrznut na 1000 godina i budi se u 31. stoljeću, gdje postaje zaposlenik prijevozničke tvrtke svog pra-pra-...-pra-nećaka profesora Huberta Farnswortha (koji ima preko 100 godina). Kroz četiri sezone, on i njegovi novi kolege doživljavaju brojne opasne dogodovštine, najčešće zbog Fryjeve gluposti.
Radnja se odvija u najvećem gradu na svijetu, New New Yorku (eng. Novi New York), izgrađenom na ruševinama „staroga” New Yorka, u 3001. godini.

## Trilogija
Nakon što je završeno snimanje četiri sezone, izdan je i prvi animirani dugometražni film Bender's big score. Radnja prvog filma završava s premisom nastavka i nije zaokružena. Na izdanomu DVD-u nalaze se i dodatni materijal, kao npr. opis matematike korištene u seriji, te opis cijeloga izmišljenog vanzemaljskog pisma korištenog u seriji, kao i 22-minutna epizoda s komičnim likom Hypnotoadom (žabom koja hipnotizira).

## Nagrade i nominacije
- Emmy, 2002.
  - Nagrada za najbolju animiranu seriju (jedini put da je Futurama pobijedila Simpsone)

- Emmy, 1999. – 2001., 2003., 2004.
  - Nominacije za najbolju animiranu seriju svake godine, brojne nominacije i jedna nagrada za najbolju animaciju

## Vanjske poveznice
- Službene stranice o korištenoj matematici (engl.)
- Neslužbene mrežne stranice (engl.)  Arhivirana inačica izvorne stranice od 20. srpnja 2005. (Wayback Machine)
- Neslužbeni forum PEEL - The Planet Express Employee Lounge (engl.)